# Hígado (color)
Hígado o rojo hígado es un color rojo purpúreo, muy oscuro y profundo, que tiene como referente la pigmentación predominante del hígado humano o animal.

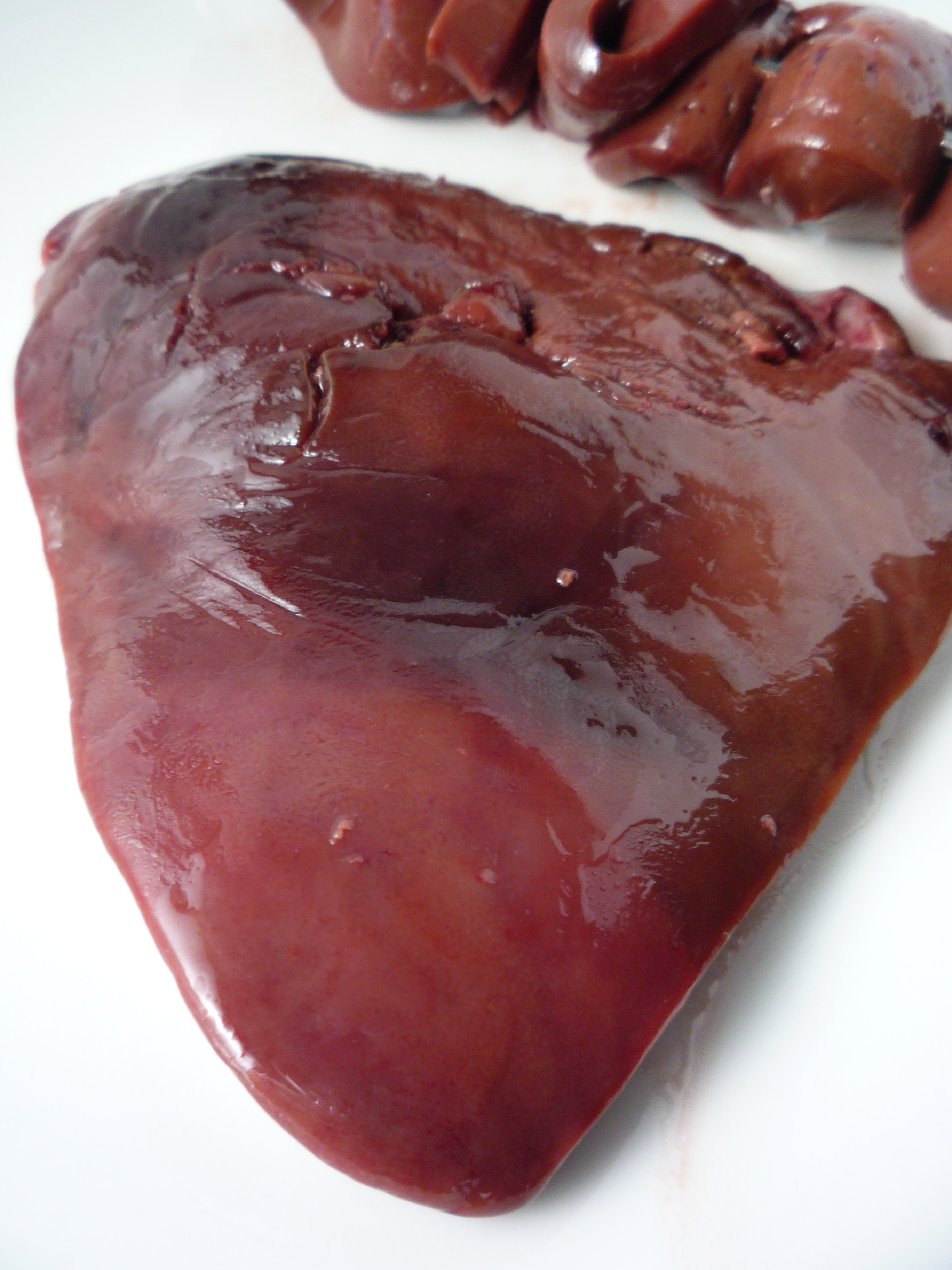
Hígado de cordero

El color hígado estándar es el que está normalizado y aparece en inventarios de colores y catálogos cromáticos, sirviendo de referencia para esta coloración; a la derecha se proporciona una muestra del mismo. La denominación de color «hígado» o «rojo hígado» incluye al conjunto de las coloraciones similares al color estándar, denominadas ahigadadas.
| HTML       | #900531            | #933243           |
| CMYK       | (0, 100, 50, 45)   | (0, 80, 40, 45)   |
| RGB        | (144, 5, 49)       | (147, 50, 67)     |
| HSV        | (341°, 97 %, 56 %) | (357°,97 %, 85 %) |
| Referencia | [ 1 ]              | [ 1 ]             |

## Hígado de antimonio
Se llama hígado de antimonio a un color rojo muy oscuro, poco saturado y semitraslúcido, que corresponde a la coloración del preparado farmacéutico tradicional del mismo nombre, elaborado mediante la fusión en crisol de antimonio, potasa y cloruro de sodio. Se dice también pardo hígado.

## Variantes culturales y lingüísticas
En idioma inglés, la denominación de color «hígado» (liver, liver brown o liver maroon) designa a una coloración castaño rojiza grísea. Se usa especialmente para describir el color del pelaje de perros y caballos.
|             | Liver            |
| HTML        | #674C47          |
| RGB         | (103, 76, 71)    |
| HSV         | (9°, 31 %, 40 %) |
| Referencias | [ 3 ]            |